# Joseph Fahnbulleh
Joseph Fahnbulleh (Hopkins, 11 settembre 2001) è un velocista liberiano con cittadinanza statunitense, due volte finalista olimpico dei 200 metri piani.

## Biografia
Nato ad Hopkins, nel Minnesota, da genitori liberiani, Fahnbulleh si è avvicinato allo sport durante gli anni scolastici. Iscritto all'Università della Florida, nel 2021 ha vinto il titolo NCAA nei 200 metri piani, mentre nel 2022 sia nei 100 metri piani che nei 200 metri piani.
Nel giugno 2021 ha ottenuto l'eleggibilità per rappresentare la Liberia nelle competizioni internazionali. Ha quindi preso parte ai Giochi olimpici di Tokyo 2020, classificandosi quinto nella finale dei 200 metri piani con il nuovo record nazionale di 19"98. Nel corso della manifestazione è stato il portabandiera della delegazione liberiana durante la cerimonia d'apertura dei Giochi. L'anno successivo ha gareggiato ai campionati mondiali di Oregon 2022, classificandosi quarto nei 200 metri piani con il tempo di 19"84, a quattro centesimi dal podio.
Nel 2024 si è aggiudicato il doppio titolo continentale sui 100 e 200 metri piani ai campionati africani di Douala. Nello stesso anno si è qualificato per la sua seconda finale olimpica consecutiva nei 200 metri piani ai Giochi di Parigi 2024, concludendo la gara al settimo posto.

## Palmarès
| Anno                            | Manifestazione      | Sede     | Evento      | Risultato | Prestazione | Note             |
| ------------------------------- | ------------------- | -------- | ----------- | --------- | ----------- | ---------------- |
| In rappresentanza della Liberia |                     |          |             |           |             |                  |
| 2021                            | Giochi olimpici     | Tokyo    | 200 m piani | 5º        | 19"98       | Record nazionale |
| 2022                            | Mondiali            | Eugene   | 200 m piani | 4º        | 19"84       |                  |
| 2023                            | Mondiali            | Budapest | 200 m piani | 8º        | 20"57       |                  |
| 2024                            | Giochi panafricani  | Accra    | 4×100 m     | Bronzo    | 38"73       | Record nazionale |
| 2024                            | World Relays        | Nassau   | 4×100 m     | Batteria  | 39"07       |                  |
| 2024                            | Campionati africani | Douala   | 100 m piani | Oro       | 10"13       |                  |
| 2024                            | Campionati africani | Douala   | 200 m piani | Oro       | 20"25       |                  |
| 2024                            | Giochi olimpici     | Parigi   | 200 m piani | 7º        | 20"15       |                  |
| 2024                            | Giochi olimpici     | Parigi   | 4x100 m     | Batteria  | 38"97       |                  |